# Brico
Brico er en belgisk byggemarkedskæde med 140 butikker i Belgien (95 franchise-drevne).
Det første byggemarked åbnede i 1973 i Schoten. Navnet Brico stammer fra fransk bricoler. Virksomheden er i dag en del af Maxeda-koncernen.